# Еремеев, Николай Викторович
Еремеев Николай Викторович (17 марта 1923, д. Тонта — 27 января 2018 Ярославль) — советский и российский художник, график.
Родился 1923 г., в деревне Тонта Ольхонского района Иркутской области. В 1939 году поступил в Иркутское художественное училище, учёбу прервала война.
Участник Великой Отечественной войны.
В 1942 году Николай Викторович воевал на Сталинградском фронте, там был тяжело ранен. Награждён орденами Красной звезды, Отечественной войны I степени, орденом Почёта, медалями «За оборону Сталинграда» и т. д.. После выздоровления воевал в составе танковой бригады 1-го Белорусского фронта.
В начале 1944 года за участие в обороне плацдарма на реке Висле Н. В. Еремеев был награждён медалью «За боевые заслуги» и медалями «За взятие Варшавы». Окончание войны застало Николая Викторовича в Берлине. II-й танковый корпус участвовал в штурме Рейхстага. Еремееву вручены медали «За взятие Берлина», «За победу над Германией в Великой Отечественной войне 1941—1945 гг.». Военная служба продолжалась в Германии до июля 1946 года. Находясь в Берлине в составе советских оккупационных войск, Еремеев подал рапорт с просьбой разрешить ему поступать в Веймарскую академию художеств. Но через несколько дней после подачи прошения Еремеев был демобилизован и вернулся в Иркутск.
В 1949 г. с отличием окончил Иркутское художественное училище и уехал в Читу.
С 1955 -1971 г г. жил и работал в Чите, а в 1950-1954 и 1971-1990 гг. в Астрахани. С 1991 года жил и работал в Ярославле.
С 1961 года член Союза художников России.
В творчестве Еремеева — произведения различных жанров; он являлся автором пейзажей, натюрмортов, тематических полотен — жанровых сцен из жизни рыбаков и колхозников. Его картины — о природе, мирной трудовой жизни простых людей.
В соавторстве с женой Н. И. Кулёвой в Астрахани им были выполнены монументальные работы (с 1975—1987). Иллюстрировал и оформлял книги для Читинского книжного издательства.
1967—1970 гг. — председатель правления Читинского Союза художников. Участник областных (Астрахань, Чита, Ярославль), региональных, республиканских и международных выставок. Персональные выставки — Астрахань (1983, 1993), Ярославль (1982, 2000, 2013).
Работы хранятся в музейных собраниях Астраханской государственной картинной галереи им. П. М. Догадина, в музеях Благовещенска, Иркутска, Перми, Тюмени, Читы, в российских и зарубежных частных коллекциях (Франция, Германия, США).
В мирное время Николай Викторович был награждён медалью «Ветеран труда», знаком «Отличник шефства над Вооружёнными Силами СССР». Награждён многими памятными медалями к празднованию Победы в Великой Отечественной войне 1941—1945 гг.

## Основные работы
- «На окраине Читы» (1955 г.),
- «Вид города с холма» (1957 г.),
- «В Забайкалье» (1972 г.),
- «Новороссийск в порту» (1974 г.),
- «Туристы у моря» (1980 г),
- «Натюрморт» (1987 г.).,
- В Гурзуфе",
- «Весна в Забайкалье».

## Награды
- Медаль За победу над Германией в Великой Отечественной войне 1941-1945 гг.;
- Медаль За взятие Берлина;
- Орден Отечественной войны I степени;
- Орден Красной Звезды;
- Медаль За боевые заслуги;
- Медаль За освобождение Варшавы.
- Ветеран труда.